# Qatanna
Qatanna (àrab: قطنّه, Qaṭanna) és un municipi palestí de la governació de Jerusalem, a Cisjordània, situat 12 kilòmetres al nord-oest de Jerusalem. Segons l'Oficina Central Palestina d'Estadístiques tenia 7.550 habitants el 2016. L'atenció primària de salut pel municipi és de nivell 2. Qatanna és elevada uns 650 metres sobre el nivell del mar. Limita amb Biddu a l'est i Beit Liqya al nord.

## Història
En els períodes romà i romà d'Orient, Qatanna va ser la llar d'un assentament extens, incloses institucions agrícoles, carreteres i moltes coves de sepultura.

### Època otomana
Incorporada a l'Imperi Otomà en 1517 amb tota Palestina, Qatanna va aparèixer en els registres d'impostos otomans de 1596 dins de la nàhiya d'al-Quds, al liwà homònim. Tenia una població de 12 llars, totes musulmanes i pagava impostos sobre blat, ordi, olives, ingressos ocasionals, cabres i/o ruscs. En 1838 Katunnehera assenyalada com a vila musulmana, part de l'àrea Beni Malik situada a l'oest de Jerusalem.
L'explorador francès Victor Guérin va visitar el lloc el 1863, i considerar que la vila tenia 250 habitants. mentre que una llista de viles otomanes del 1870 mostrava queKattane tenia 300 en 57 cases, tot i que la població només hi incloïa els nomes. també es va assenyalar que estava situada al nord d'Abu Ghosh.
En 1883 el Survey of Western Palestine (SWP) del Fons per a l'Exploració de Palestina la va descriure com una «vila petita en una vall profunda, estreta i rocosa, envoltada de boscos d'olives i hortes.» El 1896 es va estimar que la població de Katanne era d'unes 351 persones.

### Mandat Britànic de Palestina
En el cens de Palestina de 1922, dut a terme per les autoritats del Mandat Britànic, Qatanneh tenia 633 musulmans. En el cens de Palestina de 1931 fou comptada amb Nitaf, i plegades tenien 875 habitants musulmans en 233 cases.
En 1945 Qatanna tenia 1.150 musulmans, amb 9,464 dúnams de terra, segons una enquesta de terra i població. D'aquests, 1,829 dúnams eren plantacions i terra de rec, 1.603 usats per a cereals, mentre 32 dúnams eren sòl edificat.

### Després de 1948
Després de la Guerra araboisraeliana de 1948 i els acords d'armistici de 1949, Qatanna va quedar sota un règim d'ocupació jordana. Bona part del seu terme municipal fou designada "terra de ningú" com a part de la Zona Desmilitaritzada entre Jordània i Israel. Des de la Guerra dels Sis Dies en 1967, Qatanna ha romàs sota ocupació israeliana.
Actualment, el municipi té una superfície total de 3.555 dúnams, dels quals 677 dúnams estan designats com a zona urbanitzada. Després de l'Acord interí de Cisjordània i la Franja de Gaza de 1995, l'administració civil de 716 dúnams de terra de Qatanna (inclosa la zona urbanitzada) va ser transferida a l'Autoritat Nacional Palestina.
Qatanna conté tres escoles, tres llars d'infants, tres clíniques, una farmàcia i un centre mèdic dirigit per la Mitja Lluna Roja Palestina. També hi ha un club esportiu i un centre de dones al poble. Qatanna està governada per un consell municipal i Ramal·lah és el principal proveïdor urbà de la ciutat. Quatre fonts - al-Balad, as-Samra, an-Nimr i an-Namous- proporcionen aigua a la ciutat. Aquesta última font està completament aïllada de la ciutat pel Mur de Cisjordània.
En 1986, es van confiscar 36 dúnams per a la construcció de l'assentament israelià de Har Adar.

#### Enclavament
Qatanna amb Biddu, Beit Duqqu, Beit Surik, Beit 'Anan, al-Qubeiba, Beit Ijza, Kharayib Umm al Lahimand, at Tira forma l'"enclavament de Biddu". L'enclavament estarà enllaçat amb Ramal·lah per passos inferiors i una carretera que es tanca a banda i banda. Des de l '"enclavament de Biddu", els palestins viatjaran per un camí tancat que passarà per un camí de circumval·lació fins a l'enclavament de Bir Nabala, després un segon pas subterrani sota la Carretera 443 a Ramal·lah.